# Diocesi di Litizza
La diocesi di Litizza (in latino: Dioecesis Lititzensis) è una sede soppressa e sede titolare della Chiesa cattolica.

## Storia
Litizza, identificabile con Ljutica (Lititza in greco) nei pressi di Ivajlovgrad, è un'antica sede vescovile della provincia romana di Tracia nella diocesi civile omonima. Faceva parte del patriarcato di Costantinopoli ed era suffraganea dell'arcidiocesi di Filippopoli.
Nessun vescovo è documentato dalle fonti antiche prima del 1054. La diocesi appare per la prima volta in una lista di vescovati di Tracia del X secolo.
Dal 1933 Litizza è annoverata tra le sedi vescovili titolari della Chiesa cattolica; la sede finora non è mai stata assegnata.